# Бурбур
Бурбу́р (фр. Bourborg) — коммуна во Франции, регион О-де-Франс, департамент Нор, округ Дюнкерк, кантон Гранд-Сент. Расположена в 19 км к юго-западу от Дюнкерка и в 70 км к северу от Лилля, в 2 км от автомагистрали А16 «Европейская», на обоих берегах канала Бурбур. На севере коммуны находится железнодорожная станция Бурбур линии Дюнкерк-Кале.
Население (2017) — 7 097 человек.

## Достопримечательности
- Церковь Святого Иоанна Крестителя. Построена монахами аббатства Сен-Бертен в XIII веке. Во время Второй мировой войны на церковный хор упал самолет, поэтому после войны церковь пришлось восстанавливать
- Здание городской тюрьмы XVI века рядом с церковью. Является памятником истории
- Шато Витоф, в настоящее время отель

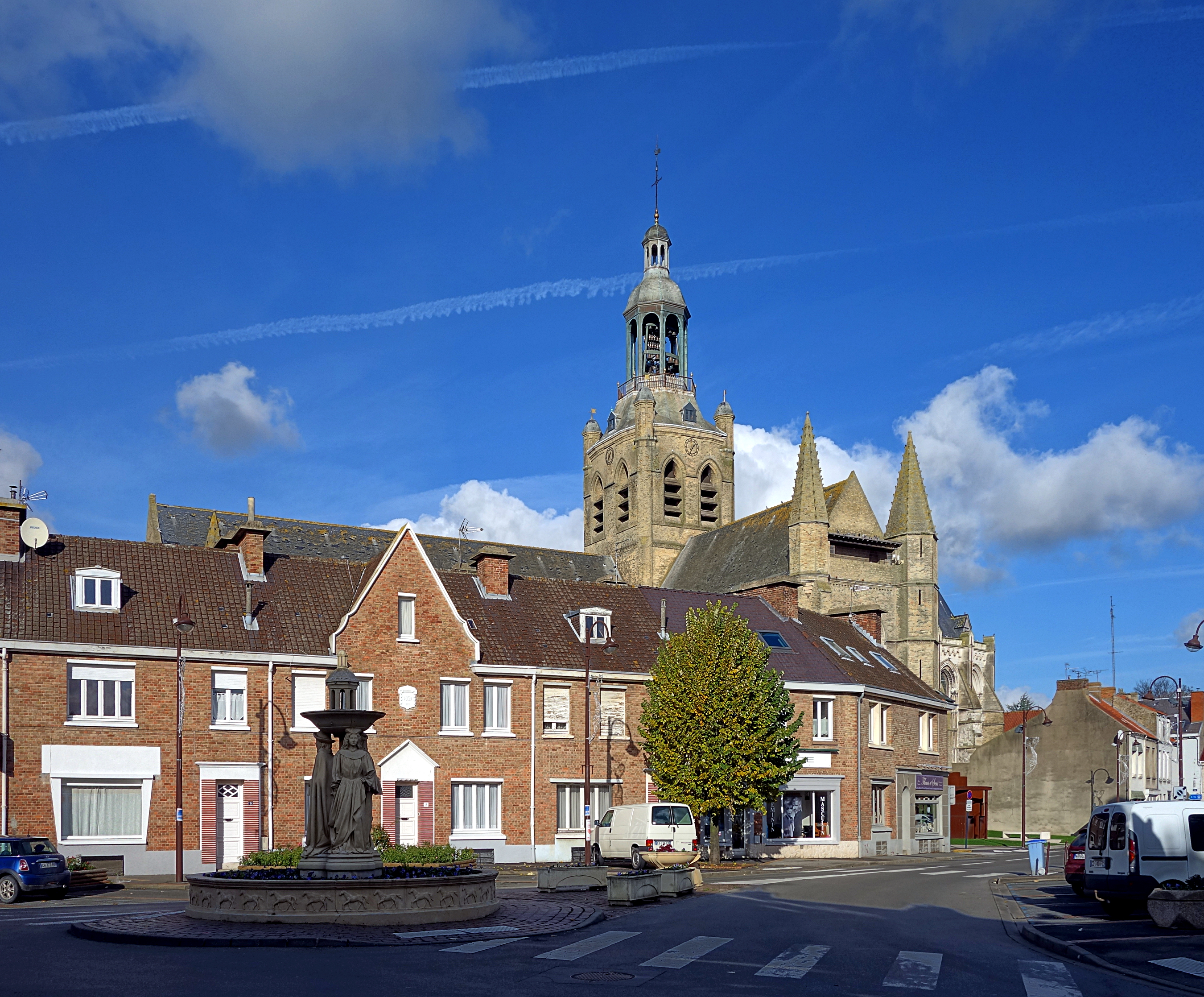
Церковь Святого Иоанна Крестителя

## Экономика
Структура занятости населения:
- сельское хозяйство — 3,8 %
- промышленность — 21,8 %
- строительство — 3,2 %
- торговля, транспорт и сфера услуг — 32,2 %
- государственные и муниципальные службы — 39,0 %

Уровень безработицы (2017) — 19,2 % (Франция в целом — 12,8 %, департамент Нор — 17,2 %). 

Среднегодовой доход на 1 человека, евро (2017) — 18 030 (Франция в целом — 25 140, департамент Нор — 18 575).

## Демография
Динамика численности населения, чел.

## Администрация
Пост мэра Бурбура с 2020 года занимает Эрик Жан (Eric Gens). На муниципальных выборах 2020 года возглавляемый им независимый список одержал победу во 2-м туре, получив 51,01 % голосов.
| Период | Период | Фамилия        | Партия                                         | Примечания                                               |
| ------ | ------ | -------------- | ---------------------------------------------- | -------------------------------------------------------- |
| 1965   | 1975   | Жан Варле      | Французская секция Рабочего интернационала     | вице-президент Генерального совета департамента, сенатор |
| 1977   | 1978   | Мишель Николе  | Разные левые                                   | вице-президент ассоциации коммун Дюнкерка                |
| 1978   | 1983   | Жан Варле      | Социалистическая партия                        | вице-президент Генерального совета департамента, сенатор |
| 1983   | 1995   | Оливье Варле   | Социалистическая партия                        | член Генерального совета департамента                    |
| 1995   | 2001   | Мишель Николе  | Разные левые                                   |                                                          |
| 2001   | 2020   | Франсис Басмон | Радикальная левая партия, Радикальное движение | вице-президент ассоциации коммун Дюнкерка                |
| 2020   |        | Эрик Жан       |                                                |                                                          |

## Знаменитые уроженцы
- Шарль-Этьен Брассёр де Бурбур (1814—1874), аббат, французский историк, лингвист, этнограф, один из основоположников научной майянистики